# Lidzbark Warmiński War Cemetery

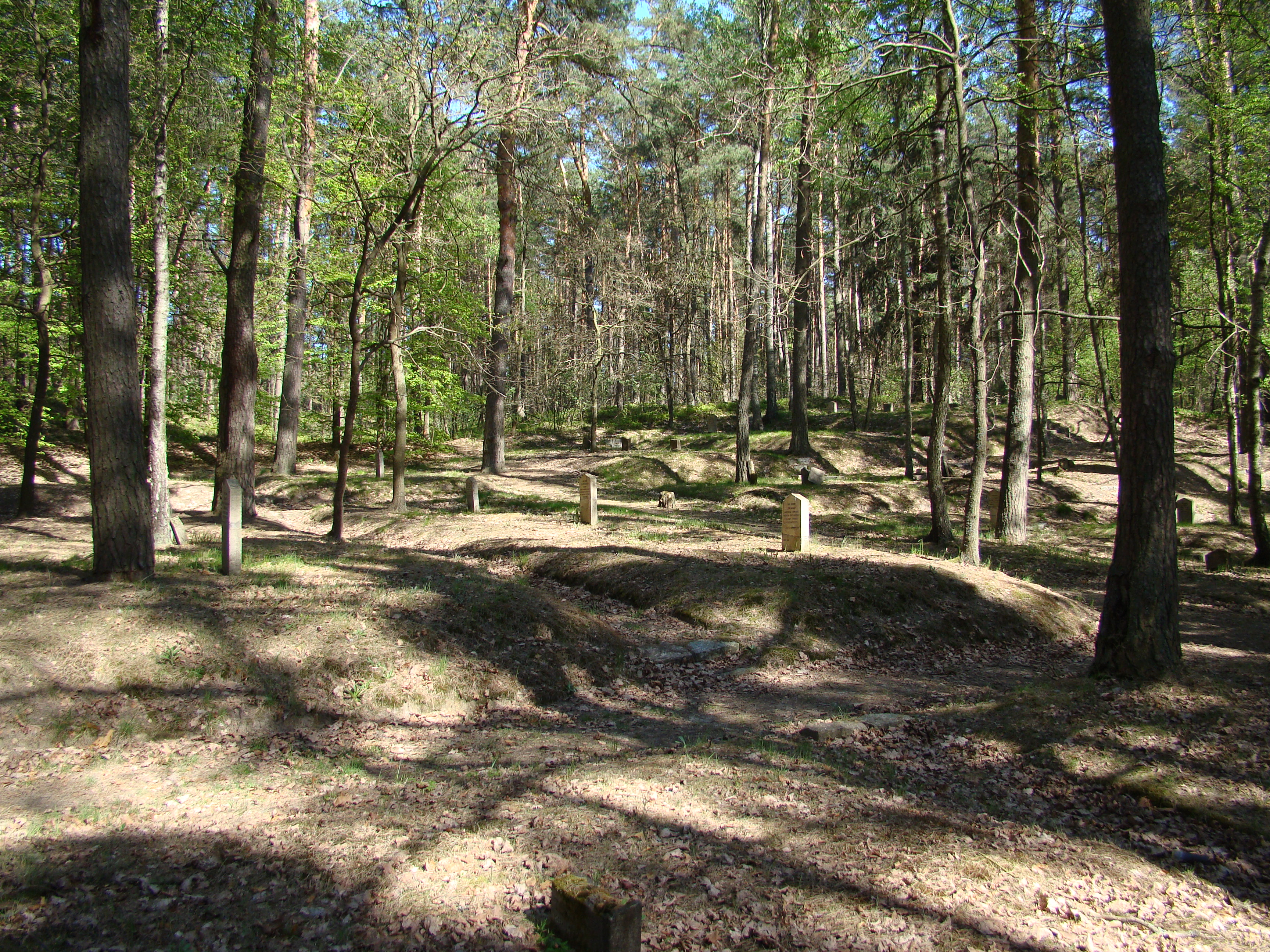
Der Friedhof (2009)

Der Lidzbark Warmiński War Cemetery nahe Markajmy (Markeim), einem Vorort von Lidzbark Warmiński (Heilsberg) in Polen, ist ein Soldatenfriedhof aus der Zeit des Ersten Weltkrieges. Hier wurden rund 2800 Kriegsgefangene des deutschen Kriegsgefangenenlagers Heilsberg beigesetzt. Zum größten Teil waren hier russische Kriegsgefangene interniert sowie eine kleine Zahl britischer Kriegsgefangener.
Historiker gehen von einem überfüllten Lager aus, in dem die Gefangenen unter schlechten hygienischen Bedingungen leben und mit schlechter Ernährung arbeiten mussten, so dass viele erkranken und verstarben. Die Toten wurden in unmarkierten Massengräbern auf dem Friedhof beigesetzt. Zwischen August 1918 und Dezember 1918 starben 39 britische Soldaten im Lagerkrankenhaus. Die letzten der Soldaten verstarben dort nach Kriegsende, nachdem sie krankheitsbedingt nicht in ihre Heimat zurückkehren konnten und wurden ebenfalls dort beigesetzt. Der Friedhof wurde bis in die 1960er Jahre gepflegt, der zunehmende Verfall führte dann jedoch zu seiner Aufgabe.
Im Frühjahr 2014 errichtete die Commonwealth War Graves Commission eine neue Gedenkstätte auf dem alten Friedhof für die toten britischen Soldaten, derer zwischenzeitlich auf dem Malbork Commonwealth War Cemetery von Malbork gedacht worden war.